# Farhiyo Farah Ibrahim
Farhiyo Farah Ibrahim (en somalí: Farxiyo Faarax Ibraahim ,en árabe: العبارة فرح إبراهيم‎) (Somalia, c. 1982) es una activista social e intérprete somalí. Es una defensora de los derechos de las mujeres y la salud reproductiva.

## Trayectoria
Ibrahim nació entre 1982 y 1983 en Somalia. Durante la guerra civil que estalló a principios de los años 1990, su abuelo fue asesinado por militantes armados y su madre fue agredida. Posteriormente se mudó a Kenia en 1992, donde vivió en el complejo de refugiados de ACNUR en Dadaab. Después de terminar el octavo grado, Ibrahim dejó la escuela para mantener a sus familiares. Más tarde se separó de su familia tras negarse a casarse con un hombre mucho mayor que ella. Es musulmana.
En 2002, Ibrahim trabajó como motivadora de salud reproductiva para el Consejo Nacional de Iglesias de Kenia. Allí promovió el asesoramiento sicológico y las pruebas voluntarias de VIH/SIDA, así como el uso de anticonceptivos, e hizo campaña contra la mutilación genital femenina. Este tipo de trabajo en la consejería fue motivo de tensión con su familia y con la comunidad somalí, que son socialmente conservadores en general, y ambos sentian que trataba temas que era impropio de su origen. Debido a la presión, Ibrahim finalmente renunció a su trabajo en el NCCK.
Desde 2008, Ibrahim trabaja como intérprete. También aboga por los derechos de las mujeres y las niñas.

## Reconocimientos
En 2008, Ibrahim recibió el Premio Internacional Mujeres de Coraje por su labor de promoción.